# 马斯卡廷高中
马斯卡廷高中（英語：Muscatine High School）是一所位于美国爱荷华州马斯卡廷的四年制综合性公立高中。该校位于马斯卡廷61号美国国道以东约1英里处，是马斯卡廷社区学区的一部分。

## 著名校友
- 金墉：前任世界银行行长